# Dangerous Number
Pour plus de détails, voir Fiche technique et Distribution.
Dangerous Number est un film américain réalisé par Richard Thorpe, sorti en 1937.

## Synopsis
De retour aux États-Unis après avoir passé un an au Japon pour apprendre à fabriquer de la soie artificielle, Hank Medhill apprend que son ancienne fiancée, Eleanor Breen, est sur le point de se marier. Il se précipite alors pour stopper la cérémonie et convainc Eleanor de laisser le futur marié à l'autel. Peu après leur mariage, Eleanor et Hank découvrent qu'ils sont très différents. Elle apprécie la compagnie d'amis du show business, alors qu'il passe son temps au laboratoire avec son cousin William à travailler à sa formule de soie artificielle. Un jour il découvre qu'Eleanor s'était mariée avec Vance Dillman, alors que lui-même était au Japon. Finalement ce mariage s'avérera non valide... 

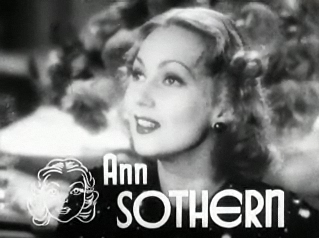
Ann Sothern

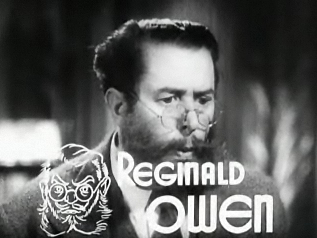
Reginald Owen

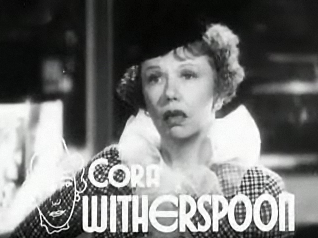
Cora Witherspoon

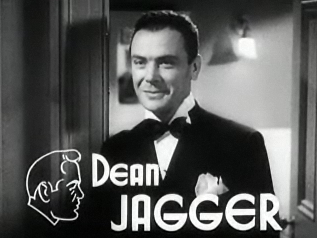
Dean Jagger

## Fiche technique
- Titre original : Dangerous Number
- Réalisation : Richard Thorpe
- Scénario : Carey Wilson
- Direction artistique : Cedric Gibbons
- Costumes : Dolly Tree
- Photographie : Leonard Smith
- Son : Douglas Shearer
- Montage : Blanche Sewell
- Animation : Animateurs (animation uniquement)
- Musique : David Snell
- Production : Lou L. Ostrow
- Société de production : Metro-Goldwyn-Mayer
- Société de distribution : Loew's Inc.
- Pays de production :  États-Unis
- Langue originale : anglais
- Format : noir et blanc — 35 mm — 1,37:1 — son Mono (Western Electric Sound System)
- Genre : Comédie
- Durée : 71 minutes
- Date de sortie :
  - États-Unis : 22 janvier 1937

## Distribution
- Robert Young : Hank
- Ann Sothern : Eleanor
- Reginald Owen : William
- Cora Witherspoon : Gypsy
- Dean Jagger : Dillman
- Marla Shelton : Vera
- Barnett Parker : Minehardi
- Charles Trowbridge : le directeur de l'hôtel
- Edward Pawley : le deuxième détective